# OS/390
OS/390 – system operacyjny firmy IBM dla komputerów typu mainframe tej firmy. System ten był kontynuacją systemu MVS i został zaprezentowany w 1995 roku. W 2001 roku IBM przeniósł OS/390 na platformę 64-bitową (z/Architecture) wraz z tym zmieniając nazwę na z/OS.